# رينيه مورر
رينيه مورر هو منافس ألعاب قوى سويسري، ولد في 1936.

## وصلات خارجية
- رينيه مورر على موقع أوليمبيديا (الإنجليزية)